# Eisenbahnunfall von Braz 2010

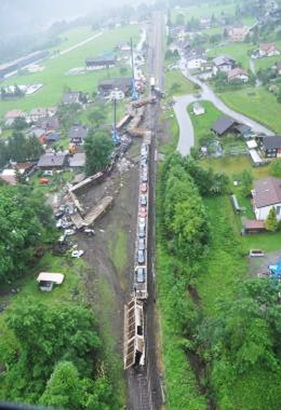
Entgleisungstelle im Bahnhof Braz.

Beim Eisenbahnunfall von Braz entgleiste am 16. Juni 2010 um 03:07 Uhr auf der Arlbergbahn zwischen Hintergasse und Braz  im österreichischen Bundesland Vorarlberg wegen Bremsversagens ein talwärts fahrender Güterzug. Der Lokführer wurde schwer verletzt, es entstand ein hoher Sachschaden.

## Ausgangslage
Der mit 208 Dacia-Neuwagen beladene Ganzgüterzug 46676 kam aus dem rumänischen Pitești und sollte nach Valenton in Frankreich verkehren. Er hatte ein Gesamtgewicht von 863 Tonnen und eine Gesamtzuglänge von 548 Metern. Die 16 Doppelstock-Autotransportwagen des Typs Laaeks des französischen Fahrzeuglogistikers Societe de Transport de Vehicules Automobiles (STVA) bestanden aus zwei 2-achsigen Wageneinheiten mit jeweils vier Einzelradsätzen. Sie waren ab dem Bahnhof St. Anton, in dem die Vorspannlok abgekuppelt worden war, allein mit der ÖBB 1116 173 bespannt. Eine in St. Anton vorgenommene Bremsprobe verlief problemlos. Der Zug hatte 80 % Bremshundertstel, erforderlich waren nur 69 %. Für diese Zugfahrt existierte laut Buchfahrplan die Anweisung, zwischen km 128,0 und 128,1, also kurz vor der Unfallstelle, mit 60 statt der zwischen den Betriebsbahnhöfen Hintergasse (km 125,2) und Braz (km 129,5) normalerweise zulässigen 70 km/h zu fahren. Vorsignal und Einfahrtssignal des Bahnhofs Braz zeigten "freie Fahrt mit 60 km/h" an.

## Unfallhergang

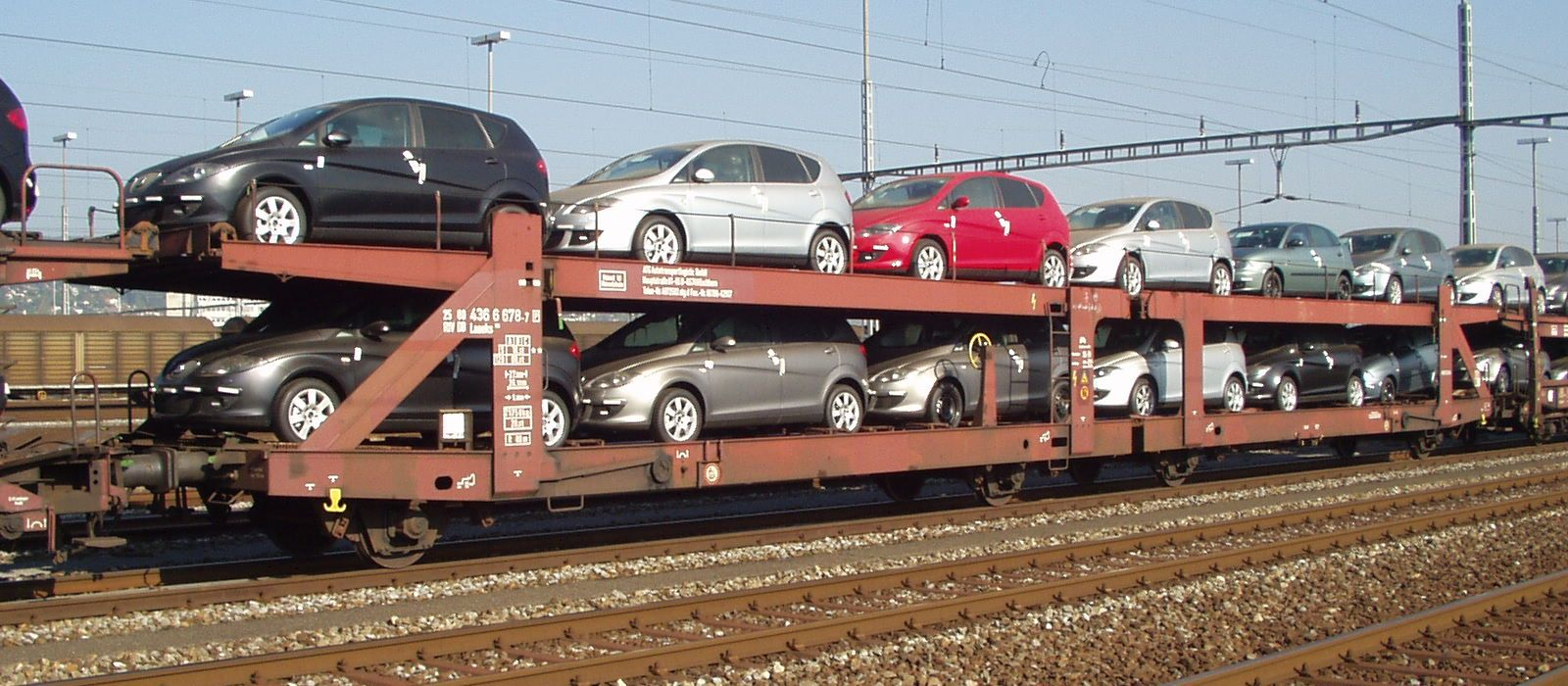
Der verunfallte Zug bestand aus 16 Autotransportwagen, die aus zwei zweiachsigen Einheiten bestehen.

Auf der Westrampe zwischen Langen am Arlberg und Bludenz reichte die elektrische Bremse der Lokomotive nicht aus. Der Triebfahrzeugführer bremste zusätzlich mit der Druckluftbremse, wobei er zur Vermeidung von Bremsüberhitzungen wie üblich die Sägezahnmethode verwendete. Am km 122,722 (kurz hinter der Schmiedtobelbrücke) schlug eine zu tief hängende Bremskupplung gegen vorschriftsmäßig im Gleis gelagerte Schienen. Dadurch wurde die Hauptluftleitung durchtrennt und eine Zwangsbremsung ausgelöst, was der Lokomotivführer laut Vorschrift als Zugtrennung behandelte und eine Schnellbremsung einleitete. Trotzdem beschleunigte der Zug auf der teils über 30 ‰ geneigten Strecke. Darüber hinaus betätigte der Triebfahrzeugführer vorschriftsgemäß den Not-Aus-Taster, wodurch der Hauptschalter ausgeschaltet, der Stromabnehmer gesenkt wurde und der Zug infolge des nunmehrigen Ausfalls der elektrischen Nutzbremse noch mehr in Fahrt geriet.

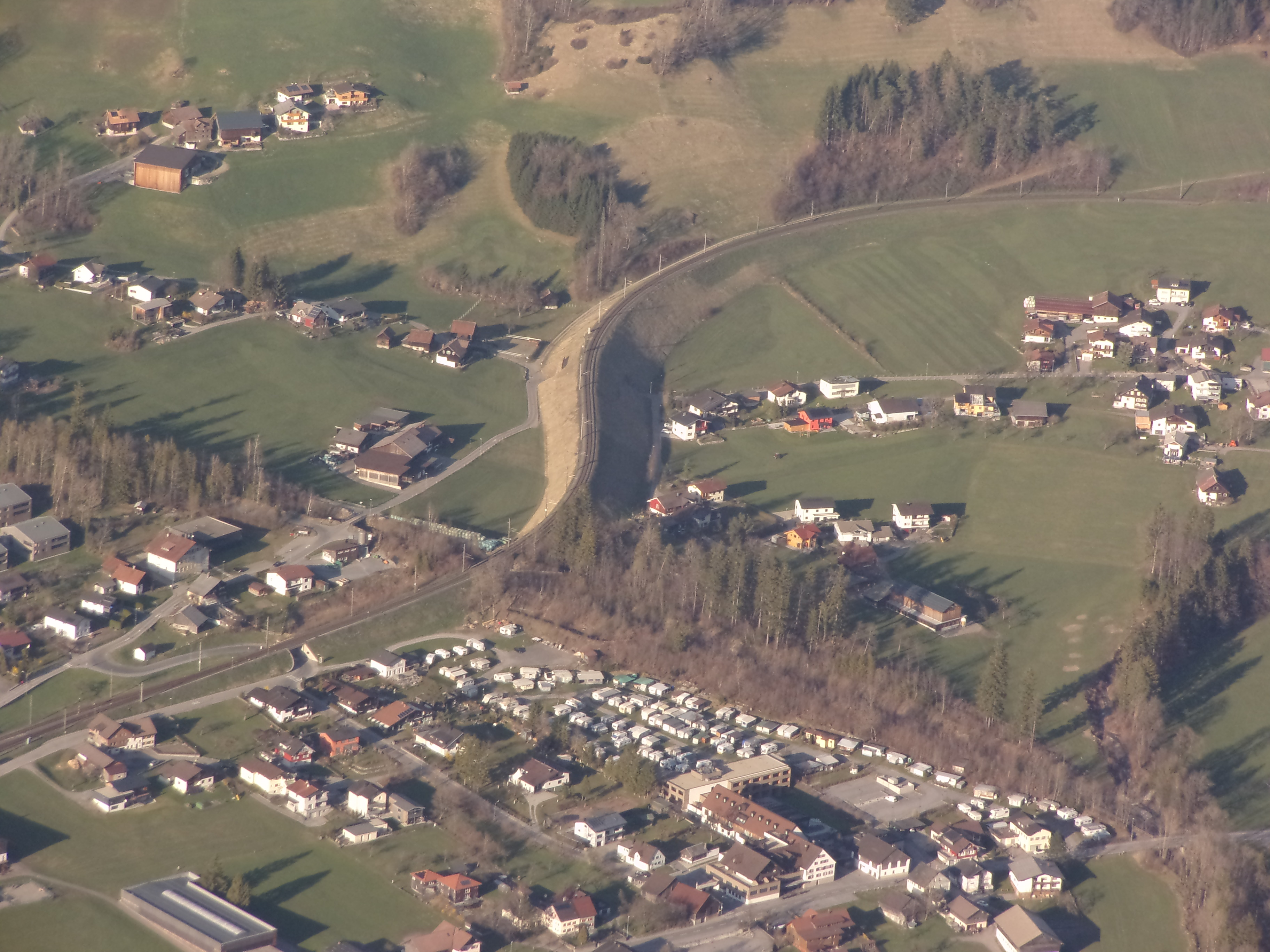
Blick von Südwesten auf den Bereich der Entgleisung: rechts der Brazer Bogen, links der Unterführung liegt die Einfahrtsweiche des Bahnhofs Braz. (Aufnahme von 2020)

Im Brazer Bogen mit einem Radius von 250 m erreichte der Zug eine Geschwindigkeit von 125 km/h statt der im Bereich der Entgleisungsstelle zulässigen 70 km/h. Die letzten fünf Wagen sprangen aus den Schienen, rissen etwa im Scheitel des Bogens die an der Außenseite stehenden Oberleitungsmasten weg, stürzten über die Böschung hinunter und kamen in Höhe von km 128,7 bis zu etwa 15 m vor einem Bauernhaus zum Liegen. Zwischen den Wagen 11 und 12 kam es zur Zugtrennung. Kurz vor der am km 129,1 liegenden, auf "geradeaus" gestellten Einfahrtsweiche des Bahnhofs Braz, wo 60 km/h signalisiert waren, entgleisten die Lokomotive, die ersten acht Wagen und die hintere Hälfte von Wagen 11. Sie stürzten großteils von der Bahntrasse und kamen zum Teil in unmittelbarer Nähe von Wohnhäusern und Campingwagen eines bis nahe an den Bahndamm heranreichenden Campingplatzes zu liegen. Viele der fabrikneuen Pkw wurden weit in der Umgebung verstreut und total oder schwer beschädigt. 33 Autos verblieben unbeschädigt auf den nicht entgleisten Wagen 9 und 10 sowie der ebenfalls nicht entgleisten vorderen Hälfte von Wagen 11. Die hintere Hälfte des Wagens 11 blieb mit starker Seitenneigung auf dem Gleisbett stehen; sämtliche auf dessen oberer Plattform geladenen Fahrzeuge fielen herunter.

## Folgen

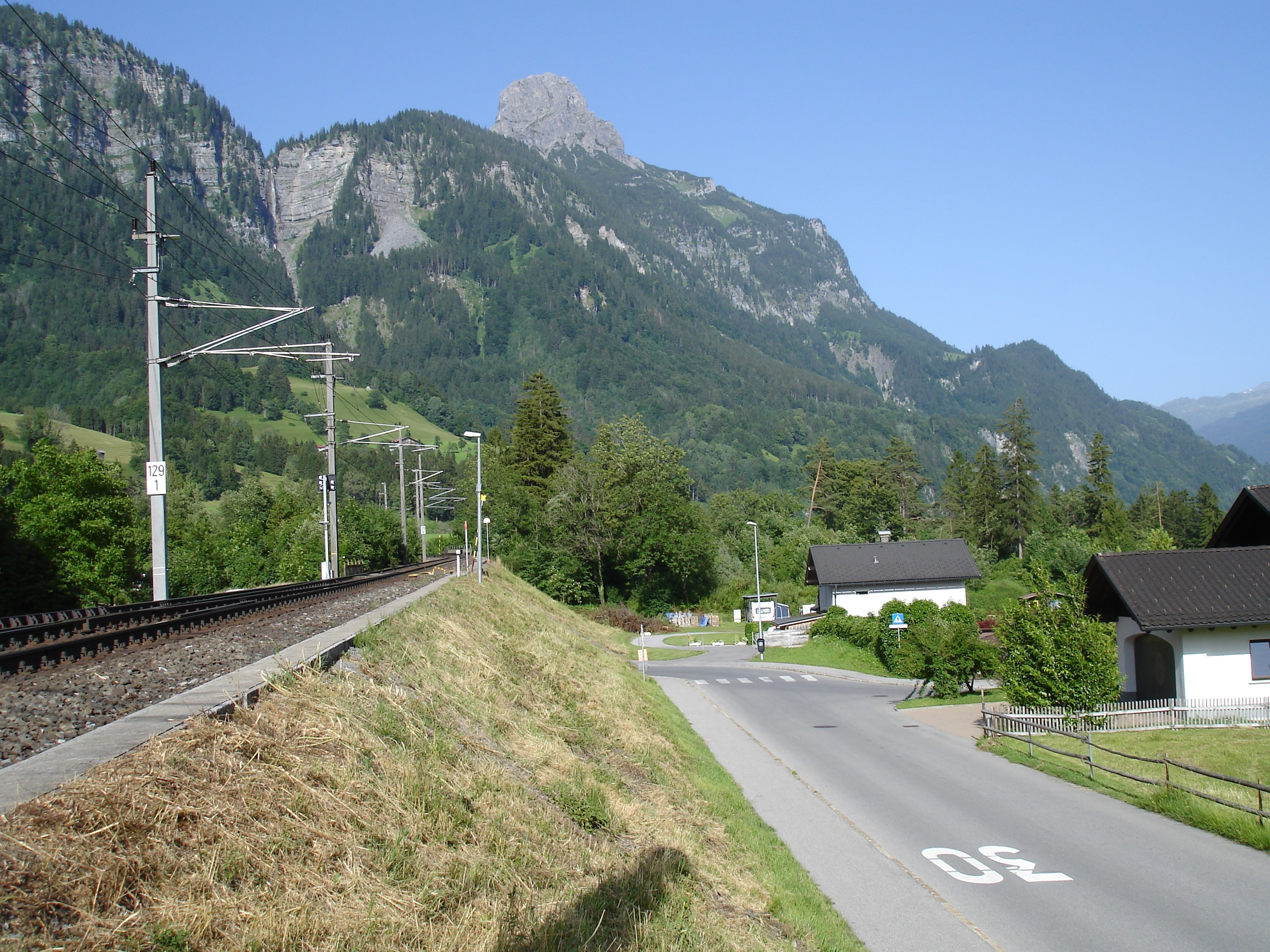
Die Lok lag in dieser Garageneinfahrt, ca. 4 m von der Garage entfernt. (Blick in Fahrtrichtung Innsbruck)

Der Lokomotivführer erlitt Prellungen am ganzen Körper und einen Schock. Er konnte mit Hilfe von aufgeschreckten Anwohnern aus der den Bahndamm hinuntergestürzten und auf der Seite liegenden Lokomotive steigen. Er war später wieder im Dienst und erhielt 2014, im Alter von 45 Jahren, im Rahmen eines Vergleichs von der ÖBB Rail Cargo Austria ein Schmerzengeld in der Höhe von 50.000 Euro.
An der Lok und an 13 Wagen entstand Totalschaden. Der Schaden an den Schienenfahrzeugen betrug 3 Millionen, an der Ladung 2 Millionen Euro. Hinzu kamen große Beschädigungen am Eigentum der Anwohner sowie an der Gemeindeinfrastruktur. 2780 Liter Trafoöl aus der Lok liefen ins Erdreich. Der Schaden an der ÖBB-Infrastruktur, unter anderem 670 m schwer beschädigter Oberbau mitsamt Oberleitung, wurde mit etwa 1,5 Millionen Euro angegeben, weshalb die ÖBB eine Schadenersatzklage über 937 000 Euro gegen den französischen Eigner der Autotransportwagen ankündigten und sich weitere Klagen vorbehielten. In Frankreich waren wegen der Entgleisung insgesamt 17 Schadensersatzverfahren anhängig.
Die Lokomotive, bei der beide Drehgestelle vom Rahmen abgerissen wurden, wurde durch eine Zweitbesetzung der ÖBB 1116 173 (Reservekasten) ersetzt.
Der Zugverkehr zwischen Landeck-Zams und Bludenz war bis zum Abend des 22. Juni 2010 unterbrochen.

## Unfallursache
Ursache war laut offiziellem Untersuchungsbericht die nicht festgezogene Seilklemme eines Sicherungsseiles der Bremskupplung (Bremsschlauchverbindung) zwischen den beiden Wagenteilen des ersten Wagens, welches das Durchhängen der Bremskupplung in den Gleisbereich verhindern soll. Das 6 mm dünne Stahlseil wurde offenbar während einer Wartung erneuert, bei der nächsten Fahrt im beladenen Zustand ereignete sich der Unfall.
Infolge der Vibrationen während der Fahrt rutschte das Seil allmählich durch die Klemme, so dass die Bremskupplung immer tiefer durchhing. Diese hatte bereits bei der Einfahrt in den Blisadonatunnel erstmals Kontakt zu Gleisanlagen, obwohl die nur etwa 11,5 km zuvor im Bahnhof St. Anton erfolgte Bremsprobe unauffällig ablief. Schließlich rutschte das Seil aus der Klemme und fiel kurz vor dem Betriebsbahnhof Dalaas ganz ab. Dort wurde es am darauffolgenden Tag gefunden.
Im weiteren Verlauf wurde die Kupplung beim Anschlagen gegen ab km 122,722 im Gleis gelagerte Schienen vom Schlauch der vorderen Wagenhälfte abgezogen. Der Luftschlauch der hinteren Wagenhälfte mitsamt der Kupplung wurde durch die Wucht des Anpralls nach hinten geschlagen, um mehr als 150° umgeknickt und in dieser Stellung fixiert, da die Kupplung sich im Rahmen der hinteren Wagenhälfte verklemmte. Durch das Abknicken konnte aus der dahinterliegenden Hauptluftleitung keine Luft mehr austreten, die Bremsen der hinteren Hälfte des ersten Wagens und der dahinter befindlichen 15 Wagen waren ab sofort nicht mehr zu beeinflussen. Im Zugteil vor der abgerissenen Bremskupplung fiel der Druck in der Hauptluftleitung schlagartig zusammen, was der Lokomotivführer vorschriftsgemäß als Zugtrennung interpretierte. Der Zug verfügte nun nur noch über 10 % Bremshundertstel.
Aufgrund der großen ungebremsten Masse und des starken Gefälles (bis zu 34 ‰ zwischen Hintergasse und Braz) erfolgte trotz der Zwangsbremsung eine rasante  Geschwindigkeitszunahme des Zuges. Durch die Betätigung des Not-Aus-Tasters fiel zudem auch die elektrische Bremse des Triebfahrzeuges aus. Das Zerreißen der Bremsleitung geschah in einer Höhe von etwa 895 m ü. A.; bis zur Entgleisung der letzten fünf Wagen im Brazer Bogen auf etwa 725 m Seehöhe rollte der Zug mit der völlig unzureichenden Bremswirkung etwa 170 Höhenmeter abwärts. Die nach dem Zerreißen der Hauptluftleitung noch vorhandene Bremsleistung hätte nur für ein Halten der zulässigen Geschwindigkeit bei einem durchschnittlichen Gefälle von 14 ‰ ausgereicht.
Dass an der verunfallten Lokomotive nur drei der vier Fahrmotoren funktionierten, war für den Unfall belanglos, da die maximal zulässige Bremskraft der elektrischen Nutzbremse von 150 kN durch eine entsprechende Steuerung auch von den übrigen drei Motoren aufgebracht werden kann.